# جون روبيسون
جون روبيسون (بالإنجليزية: John Robison) (و. 1739 – 1805 م) هو رياضياتي، وكيميائي، وفيزيائي، ومخترع من مملكة بريطانيا العظمى. ولد في اسكتلندا . وكان عضواً في الأكاديمية الروسية للعلوم .
توفي في إدنبرة، عن عمر يناهز 66 عاماً.

## التعليم
تعلم في جامعة جلاسكو